# Trudoolenivka, Orihiv
Trudoolenivka (în ucraineană Трудооленівка) este un sat în comuna Iasna Poleana din raionul Orihiv, regiunea Zaporijjea, Ucraina.

## Demografie
Componența lingvistică a localității Trudoolenivka
     Ucraineană (94,96%)
     Rusă (5,04%)
Conform recensământului din 2001, majoritatea populației localității Trudoolenivka era vorbitoare de ucraineană (94,96%), existând în minoritate și vorbitori de rusă (5,04%).